# هنس‌والا
هنس‌والا (به انگلیسی: Hansowala) یک روستا در پاکستان است که در ناحیه نارووال واقع شده‌است. هنس‌والا ۱۲ کیلومتر مربع مساحت و ۱۰٬۰۰۰ نفر جمعیت دارد.